# Johannes Roth (Märtyrer)
Johannes Roth (* 1881 in Vollmer bei Kamyschin, Wolga-Gebiet, Russisches Kaiserreich; † 17. Januar 1938 in Wladikawkas, Sowjetunion) war ein russlanddeutscher römisch-katholischer Geistlicher und Märtyrer.

## Leben
Johannes Roth wuchs im Bistum Tiraspol auf. Er studierte Theologie im Priesterseminar Saratow und wurde am 26. April 1904 zum Priester geweiht. Die Stationen seines Wirkens waren: Prediger in Odessa, 1905 Student in Noworossijsk, 1915 Pfarrer in Pjatigorsk im Kaukasus. Am 23. Mai 1926 wurde er von Geheimbischof Michel d’Herbigny zum Apostolischen Administrator mit Sitz in Tiflis bestellt. 1930 wurde er verhaftet, zu 3 Jahren Verbannung verurteilt und nach Kasachstan deportiert. Im Mai 1931 befand er sich in einem Gulag bei Murmansk. 1936 erneut angeklagt, wurde er am 2. November 1937 zum Tode verurteilt und im Januar 1938 in Wladikawkas erschossen. Das Urteil wurde am 27. Mai 1958 vom Obersten Gericht der Sowjetunion annulliert.

## Gedenken
Die Römisch-katholische Kirche in Deutschland nahm Pfarrer Johannes Roth als Märtyrer in das deutsche Martyrologium des 20. Jahrhunderts auf.